# Бавилин, Сергей Михайлович
Сергей Михайлович Бавилин (1923—2001) — советский и российский кораблестроитель, Герой Российской Федерации (1993).

## Биография
Родился 2 декабря 1923 года в городе Валдай (ныне — Новгородская область). В 1941 году призван в Красную Армию и поступил в Ленинградское военное инженерное училище, но не окончил его, так как началась Великая Отечественная война. Участвовал в боях под Ленинградом, Сталинградской битве. Получил тяжёлое ранение, лишился ноги и в 1943 году был демобилизован по инвалидности. Проживал в Валдае, работал директором Валдайского районного ДК.
В 1950 году окончил Ленинградский кораблестроительный институт, после чего работал конструктором в ЦКБ-16 (с 1 июля 1966 года ЦПБ «Волна», которое 23 февраля 1974 года приказом министра судостроительной промышленности СССР было объединено с Союзным проектно-монтажным бюро машиностроения в одно бюро — СПМБМ «Малахит»), проектировал тяжёлые крейсеры. В 1952—1954 годах был инструктором отдела машиностроения Ленинградского областного комитета КПСС, затем продолжал работать в ЦПБ «Волна» — старшим инженером, ведущим конструктором, заместителем главного конструктора, главным конструктором ряда проектов подводных лодок и подводных минных заградителей. С 1969 года проектировал атомные подводные лодки, в частности, подводную лодку «Пиранья» и ещё нескольких моделей. Главный конструктор атомных научно-исследовательских подводных лодок второго поколения с 1972 года.
Указом Президента Российской Федерации от 6 декабря 1993 года за «мужество и героизм, проявленные при разработке и испытании специальных средств» Сергей Бавилин был удостоен высокого звания Героя Российской Федерации с вручением медали «Золотая Звезда» за номером 55.
Проживал в Санкт-Петербурге. Умер 27 июля 2001 года, похоронен на Волковском кладбище Санкт-Петербурга.
Дочери — Людмила Крыжевич и Светлана Ландграф.
Был также награждён орденами Отечественной войны 1-й степени и Славы 3-й степени, медалью «За отвагу» (23.12.1942), рядом медалей.

Могила С. М. Бавилина на Волковском православном кладбище Санкт-Петербурга.

## Память
- 27 марта 2024 года в АО «Адмиралтейские верфи» состоялась закладка автономного глубоководного аппарата «Сергей Бавилин», спроектированного СПМБМ «Малахит»[4].